# فهرست منابع طب سنتی (کتاب)

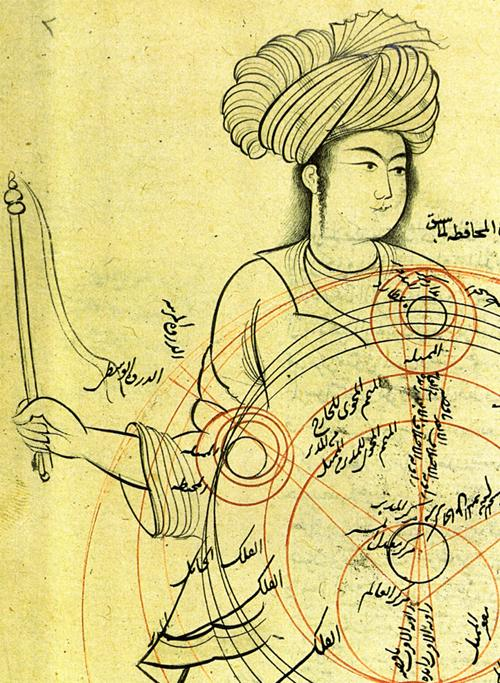
تصویر گرفته شده توسط زرشک از یک نسخه خطی قدیمی از رساله قطب الدین شیرازی

## قرن‌های اول میلادی
- الحشایش - دیسقوریدوس

## دانشمندان ایرانی
- الاغراض الطبیه و المباحث العلائیه - اسماعیل بن حسین جرجانی
- الانبیه عن الحقایق الادویه - ابو منصور موفق هروی
- الفاظ الادویه - نورالدین محمد عبدالله بن عین الممالک شیرازی
- تحفه حکیم مؤمن - محمد مؤمن حسینی دیلمی تنکابنی
- تحفه السعدیه شرحی بر قانون ابن سینا - قطب‌الدین شیرازی
- تحفة الحب فی أصل الطب - محمد بن یوسف اطفیش
- تذکرة العلاج - حکیم نحعی آشتیانی
- تشریح البشر - محمد بن عبدالصبور التبریزی الخویی
- تنسخ‌نامه - رشیدالدین فضل‌الله همدانی
- جوامع العلاج - حکیم کرمانی
- الحاوی - زکریای رازی
- حفظ البدن - فخر رازی
- حقائق الطب - حکیم محمد کریم کرمانی
- خفی علائی - اسماعیل بن حسین جرجانی
- دانشنامه در علم پزشکی - حکیم می‌سری
- ذخیره خوارزمشاهی - اسماعیل گرگانی
- رساله ماکول و مشروب - حکیم یوسفی هروی
- الصیدنه فی الطب - ابوریحان بیرونی
- طب ملکی - علی بن عباس مجوسی اهوازی
- طب فریدی - جکیم فرید الدین
- غایة الشفاء - حکیم دهلوی
- قانون در طب - ابن سینا
- قرابادین کبیر - محمد حسین عقیلی علوی خراسانی
- قصص و حکایات المرضی - زکریای رازی
- کفایةالطب - ابوالفضل حبیش تفلیسی
- لب العلاج - حکیم فتحانی کاشانی‏
- مخزن‌الادویه - محمد حسین عقیلی علوی خراسانی
- مناهل‌الانظار - محمد بن عبد اللّه لاری
- هدایة المتعلمین فی الطب - اخوینی بخاری

## دیگر کشورها
- اکسیر اعظم - حکیم محمد اعظم خان
- بستان الاطباء و روضه الالباء - ابونصر اسعد بن الیاس بن مطران
- التصریف - زهراوی
- تقویم الصحه - ابن بطلان بغدادی
- رساله بیماری قند - عبداللطیف بغدادی
- رموز اعظم - حکیم محمد اعظم خان
- شرح اسماء العقار - ابو عمران موسی بن میمون قرطبی
- قرابادین اعظم و اکمل - حکیم محمد اعظم خان
- قرابادین قادری - محمد اکبر ارزانی
- مجربات اکبری - محمد اکبر ارزانی
- محیط اعظم - حکیم محمد اعظم خان
- المختصر فی الطب - عبد الملک بن حبیب الأندلسی
- میزان الطب - محمد اکبر ارزانی

## کتب طب سنتی معاصر
- راز درمان - عبدالله احمدیه
- درمان روماتیسم، نقرس سیاتیک - عبدالله احمدیه
- کتاب دارونامه طوبی - اسماعیل ناظم
- کتاب طبیعت در پزشکی ایران - اسماعیل ناظم
- تصحیح نیّر اعظم - اسماعیل ناظم
- مجموعه آثار جلال مصطفوی کاشانی - سید جلال مصطفوی کاشانی
- ارجوزه پزشکی ابن سینا ، ترجمه منظوم پارسی آن - حسین کیانی، مجید نیمروزی
- کتاب آبدست طبیب - محمد عبادیانی
- کتاب پنج رساله طبی - مجید انوشیروانی
- کتاب طب و داروهای سنتی - لطفعلی بریمانی
- کتاب واژه‌نامه پزشکی دوره اسلامی - محمد رضا شمس اردکانی
- کتاب برگ کهن - محمد کمالی‌نژاد
- کتاب دهکده سلامتی - محسن ناصری
- گنجینه طب سنتی ایران - احمد حاجی شریفی
- پاسداشت تندرستی با پزشکی ایرانی - ریحانه معینی و نرجس گرجی